# Blur (MØ)
Blur è un singolo della cantante danese MØ, il quarto estratto dal suo secondo album in studio Forever Neverland e pubblicato il 30 novembre 2018 in una nuova versione incisa con la collaborazione di Foster the People.

## Tracce
1. Blur – 3:04 (Karen Marie Ørsted, Ajay Bhattacharya, Kristoffer "Bonn" Fodgelmark, Albin Nedler)

Download digitale – Versione remix
1. Blur (feat. Foster the People) – 3:01